# Hatiora rosea
A Hatiora rosea faj egy a húsvéti kaktusz néven ismert epifita kaktuszok közül.

## Elterjedése és élőhelye
Brazília: Parana, Santa Catarina, Rio Granse do Sul államok; epifiton, leggyakrabban köderdők Araucaria fáinak ágain telepszik meg, 1000–2000 m tengerszint feletti magasságban.

## Jellemzői
Többé-kevésbé erősen elágazó hajtású növény, szárszegmensei 2-3, néha erősen 4-5 élűek, konkáv szélekkel. Virágrügyei vörösek, virágai 37 mm szélesek, törékenyek, kevés virágszirma rózsaszínű. Porzószálai 11 mm hosszúak, rózsaszínűek, a bibeszál 13 mm hosszú, rózsaszínű, 3 darab 3 mm hosszú lobusban végződik.

## Rokonsági viszonyai
A Rhipsalidopsis subgenus tagja. Közeli rokona a Hatiora gaertneri fajnak, mellyel a Hatiora × graeseri nevű hibridet alkotja. A Hatiora gaertneri-től könnyen elkülöníthető keskenyebb hajtásaival és gracilisabb megjelenésével, valamint rózsaszínű virágaival.